# Hosszú nappalos növény
A hosszú nappalos növények olyan növények, melyek általában késő tavasszal vagy kora nyáron virágoznak. A virágok kifejlődéséhez egy adott óraszámnál (ez általában 12) kevesebb órányi sötétségre van szükségük 24 órás periódusonként. A fitokróm rendszert használják a nappali megvilágítás, azaz a fotoperiódus hosszának észleléséhez.
Ha a napi fotoperiódus rövidebb, a hosszú nappalos növények csak vegetatívan fejlődnek; a virágok fejlődése gátolt, vagy teljesen szünetel. A kritikus hosszúságú nappali megvilágítást (9-14 óra) meghaladva egyre gyorsabb, bőségesebb a virágképződés.
Ide tartoznak a kalászos gabonák, a fűfélék, a burgonya stb.

## Típusai

### Kizárólagosan hosszú nappalos
- szegfű (Dianthus sp.)
- beléndek (Hyoscyamus sp.)
- rozs (Avena sp.)
- angol perje (Lolium sp.)
- lóhere (Trifolium sp.)
- harangvirág (Campanula carpatica)

### Csak a virágmennyiségben jelentkezően hosszú nappalos
- borsó (Pisum sativum)
- árpa (Hordeum vulgare)
- fejes saláta (Lactuca sativa)
- búza (Triticum aestivum, tavaszi változatok)
- tarlórépa (Brassica rapa)

## Fordítás
- Ez a szócikk részben vagy egészben a Long day plant című angol Wikipédia-szócikk ezen változatának fordításán alapul.  Az eredeti cikk szerkesztőit annak laptörténete sorolja fel. Ez a jelzés csupán a megfogalmazás eredetét és a szerzői jogokat jelzi, nem szolgál a cikkben szereplő információk forrásmegjelöléseként.